# Douglasiídeos
Douglasiídeos (Douglasiidae) são uma família de insectos da ordem Lepidoptera.

## Géneros
- Klimeschia
- Protonyctia
- Tinagma